# Kijuan Franks
Kijuan Franks (sinh ngày 31 tháng 5 năm 1981) là một cầu thủ bóng đá người Bermuda thi đấu cho Devonshire Cougars, ở vị trí hậu vệ.

## Sự nghiệp câu lạc bộ
Franks dành toàn bộ sự nghiệp cho Devonshire Cougars. Anh cũng thi đấu cho Kings ở đội bóng 6 người Island Soccer League.

## Sự nghiệp quốc tế
Anh có màn ra mắt cho Bermuda vào tháng 3 năm 2007 trong trận giao hữu trước Canada và có tổng cộng 4 lần ra sân, không ghi bàn nào. Trận đấu quốc tế cuối cùng của anh là vào tháng 8 năm 2008 tại vòng loại Cúp Vàng CONCACAF trước Quần đảo Cayman.